# 두갑류
두갑류(頭甲類)는 척삭동물에 속하는 무악류의 일종이다. 대부분 2개의 반고리관, 단일한 비공이 있고 2개의 눈이 있고, 입은 원형으로 빨판모양의 입을 가진다. 혀와 입천장에는 각질의 이빨이 있다. 중추골격은 척삭으로 되어 있고 약간의 척추골이 있다. 화석종인 갑주어는 고생대의 오르도비스기에서부터 데본기에 살았고, 외골격의 골질반이 잘 발달하여 머리와 몸통을 둘러싸고 있다.
칠성장어목의 칠성장어과 41종이 두갑류에 속해있으며, 대표적인 동물로는 칠성장어, 다묵장어, 칠성장어배꼽 등이 있다.